# 特克伊·伊姆雷
特克伊·伊姆雷（匈牙利語：Thököly Imre，1657年9月25日—1705年9月13日），匈牙利貴族，鄂圖曼帝國附庸上匈牙利公國的親王（1682年至1685年）。

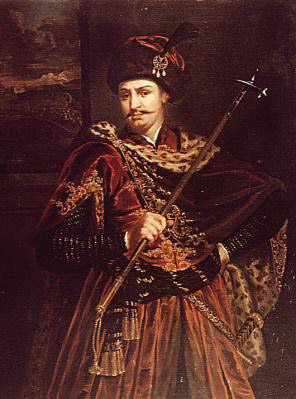
特克伊·伊姆雷

特克伊·伊姆雷於1678年起兵，試圖將奧地利勢力逐出匈牙利。在隨後爆發的大土耳其戰爭中，與鄂圖曼帝國結盟，與神聖羅馬皇帝利奧波德一世對抗。談判失敗後，特克伊·伊姆雷於1685年重啟戰火，卻在艾派爾耶什戰役中敗給奧地利軍。